# Gefügeverb
Gefügeverb ist ein selten benutzter Begriff aus der Grammatik des Deutschen. Er bezeichnet eine Klasse von Verben, die zwischen Hilfsverben oder Modalverben einerseits und Vollverben andererseits stehen. 
In einer älteren Definition sind dies Verben, die einerseits den Bedeutungsgehalt eines Vollverbs haben, andererseits ein zusammengesetztes Prädikat (daher „Gefüge“) mit einem weiteren Vollverb bilden. Sie sollen dabei stets mit einem Infinitiv mit „zu“ konstruiert werden. Beispiele (Gefügeverb kursiv):
- „Der Hund scheint zu schlafen.“
- „Wir versuchen euch alles zu erklären.“

Aufgrund des zu-Infinitivs haben diese Konstruktionen dasselbe Aussehen wie nebensatzwertige Infinitive bzw. eine Inkohärente Konstruktion des Infinitivs. Der Sinn des Begriffs Gefügeverb liegt also in der Besonderheit, dass sie trotzdem zusammengesetzte Prädikate bilden (so wie „scheinen“) oder zumindest wahlweise bilden können („versuchen, versprechen“).
Diese Begriffsbildung ist in neuerer Literatur jedoch kritisiert worden, da sie der Vielfalt von Infinitivkonstruktionen im Deutschen nicht gerecht werde (z. B. auch Verben, die zwischen kohärentem/inkohärentem Infinitiv wechseln und zugleich auch Formen mit und ohne „zu“).
In anderen Darstellungen werden auch Funktionsverben als Gefügeverben bezeichnet sowie Verben in festen Wendungen wie „auf die Palme bringen“.